# Бойня в Рок-Спрингсе

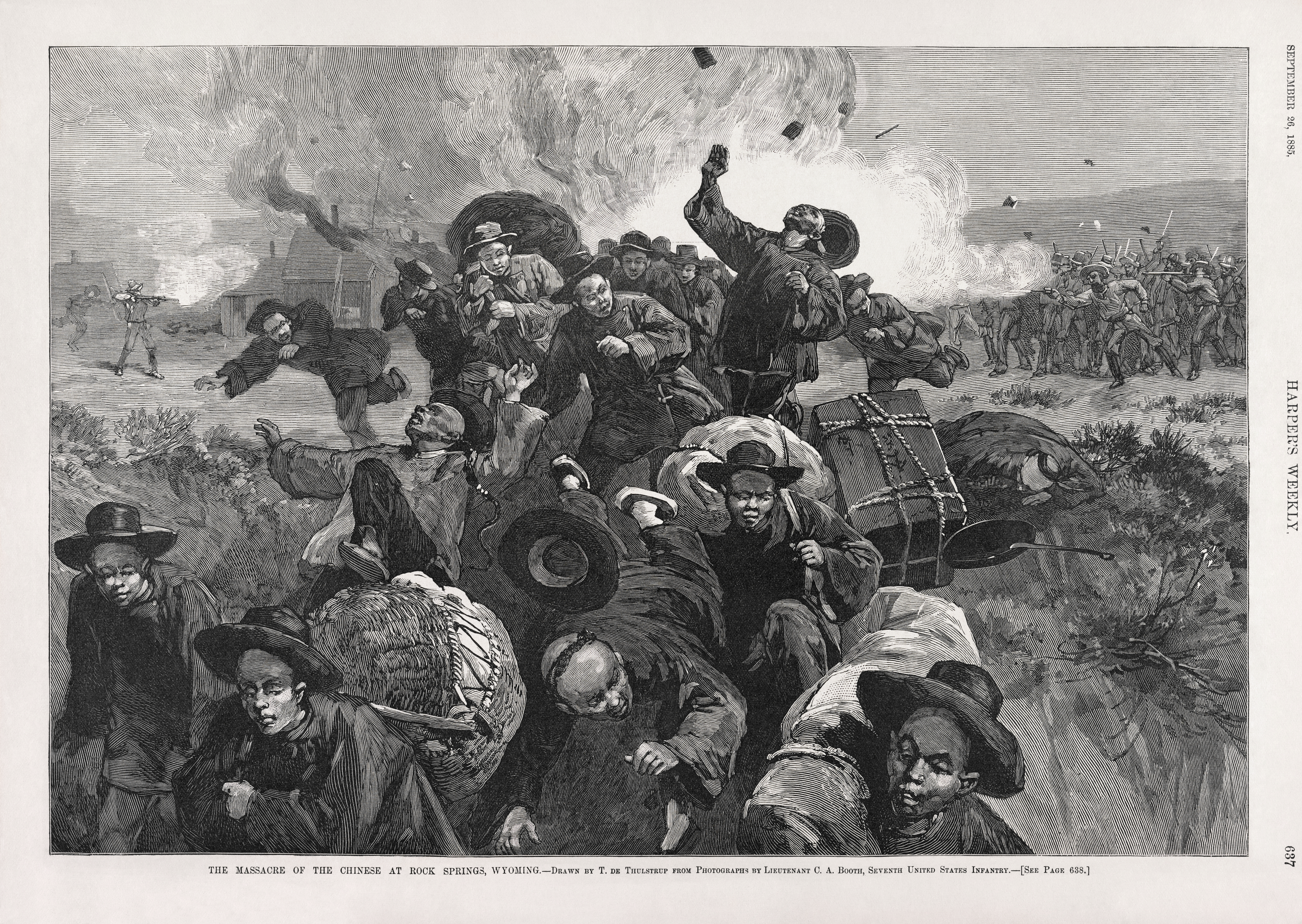
Рисунок из журнала Harper’s Weekly 1885 года

Бойня в Рок-Спрингсе (англ. Rock Springs massacre), также известная как бунт в Рок-Спрингсе (англ. Rock Springs Riot) — массовое убийство китайцев белыми рабочими-иммигрантами, произошедшее 2 сентября 1885 года в американском городке Рок-Спрингс, расположенном на территории Вайоминг. Главными причинами столкновения были расовая напряжённость и политика компании «Union Pacific Coal Department», согласно которой китайские рабочие-шахтёры получали меньшую заработную плату, чем белые иммигранты. В связи с этой политикой китайцев чаще брали на работу, что вызвало недовольство белых рабочих и впоследствии их бунт. В ходе беспорядков было убито по меньшей мере 28 китайских шахтёров, 15 были ранены. Мятежники сожгли 75 китайских домов, нанеся ущерб имуществу на общую сумму около 147 тыс. долларов США.
Расовая неприязнь между белыми и китайскими иммигрантами была особенно выражена на западе США в конце XIX века, особенно в десятилетие, предшествующее рок-спрингсским событиям. Резня в Рок-Спрингсе была всплеском антикитайских настроений в США. Несмотря на то, что Акт об исключении китайцев 1882 года приостановил их иммиграцию на десять лет, на западе США находились тысячи рабочих из Китая, приехавших туда до этого постановления.
Большинство китайцев в территории Вайоминг устраивались на работу на железной дороге, однако часть из них работала на угольных шахтах, принадлежащих компании «Union Pacific Railroad». С увеличением числа китайцев росло и количество антикитайских настроений. В 1883 году в Рок-Спрингсе было открыто отделение «Рыцарей труда», которые были против использования китайской рабочей силы. Большинство бунтующих в 1885 году были членами этой организации, однако не было установлено прямой связи между мятежом и национальной организацией «Рыцари труда».
После бунта в городок были введены федеральные войска. Они сопровождали выживших китайских рабочих, большинство из которых бежало в Эванстон, обратно в Рок-Спрингс через неделю после бунта. Резня в Рок-Спрингсе вызвала волну антикитайских выступлений, особенно в районе Пьюджет-Саунда территории Вашингтон.

## Предпосылки

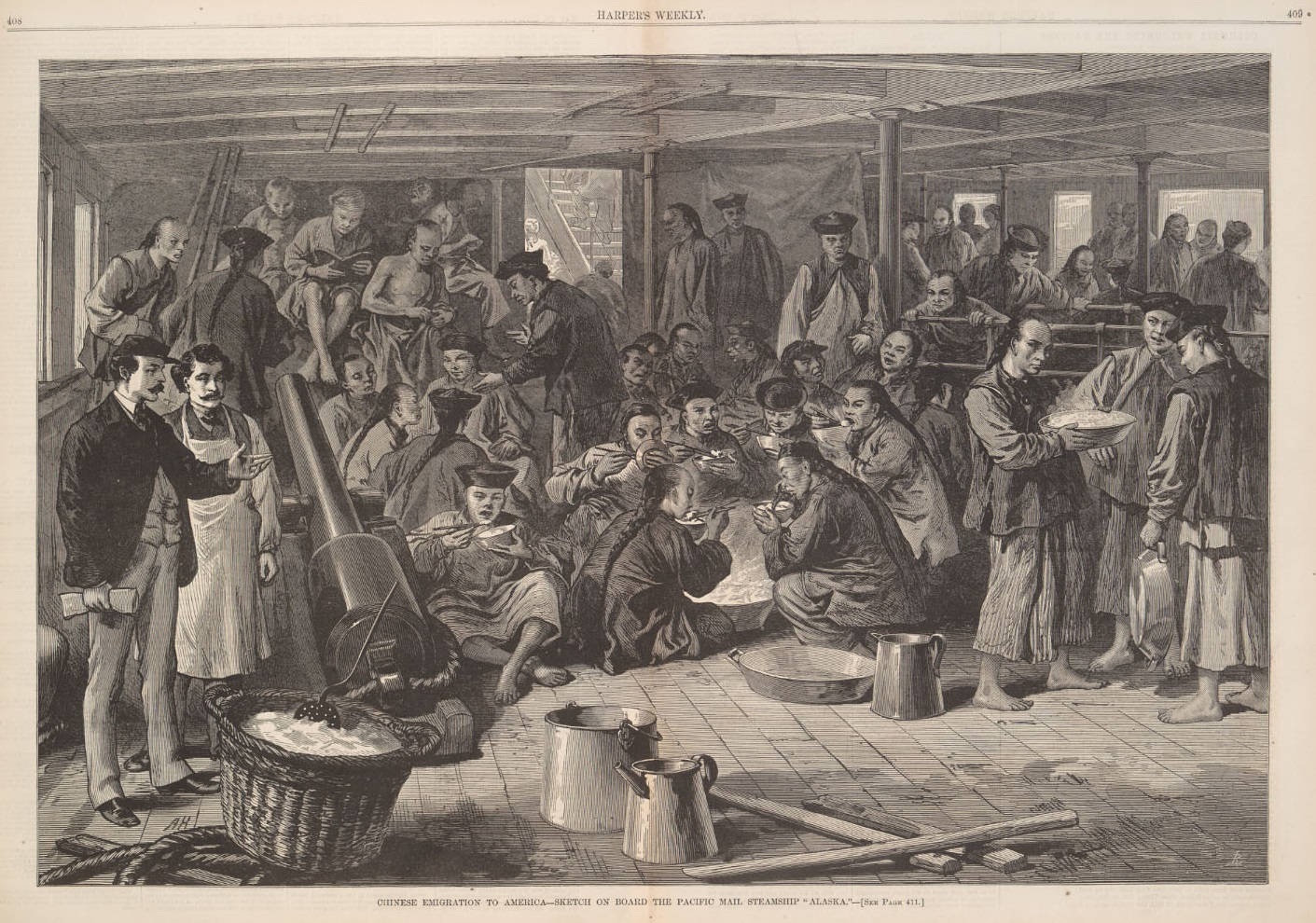
Наплыв китайских иммигрантов в США был особенно велик в конце XIX — начале XX века.

Китайская иммиграция в США не была однородной. Джон Рендольф Такер в статье для The North American Review в 1884 году писал, что большинство из 100 тыс. иммигрантов из Китая поселились на западе США — в штатах Калифорния, Невада, Орегон и территории Вашингтон. Посол США в Китае Джордж Сьюард пятью годами ранее приводил приблизительно те же значения в Scribner's Magazine.
Первые китайские чернорабочие в Вайоминге устраивались на работу в дорожно-ремонтные бригады на железную дорогу компании «Union Pacific company». Вскоре они стали составлять значительную часть рабочих этой компании на железнодорожных путях и угольных шахтах от Ларами до Эванстона. Бо́льшая часть китайских рабочих в итоге работала в округе Суитуотер, значительная часть осела в округах Карбон и Уинта. Наибольшее количество китайцев в этих округах были заняты в угольных шахтах. Согласно переписи 1870 года в округах Уинта и Суитуотер проживало 96 китайцев, все они были мужского пола и все работали шахтёрами. В то же время была распространена расовая неприязнь к ним, Дж. Р. Такер в вышеупомянутой статье 1884 года пишет об азиатских иммигрантах: «…азиатская раса, чужая по крови, привычкам и цивилизации». Он также отмечал, что «китайцы являются главным элементом в этом азиатском населении».

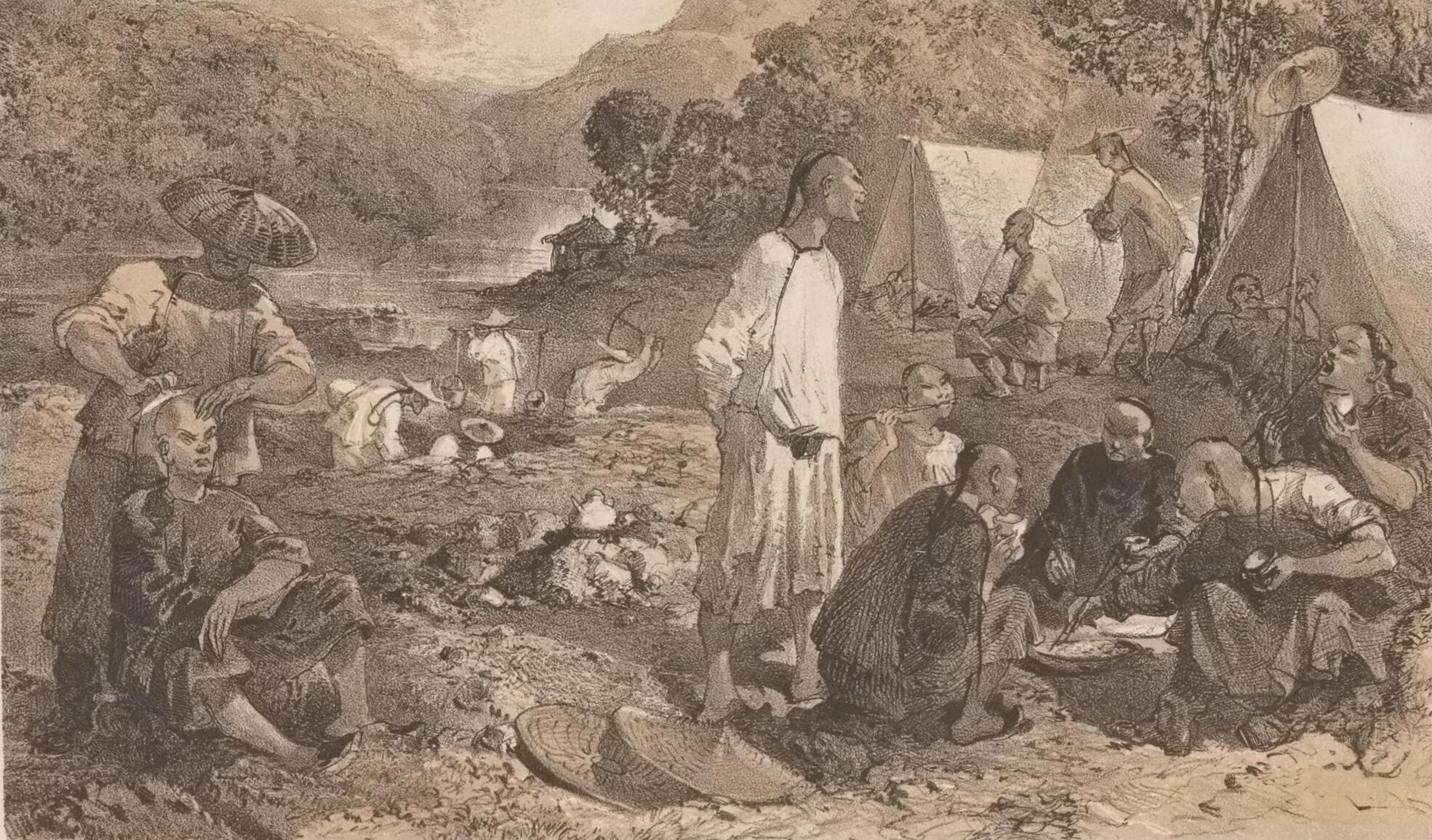
Типичный американский шахтёрский лагерь XIX века, где работали китайцы.

В 1874—1875 годах компания «Union Pacific Coal Department» стала нанимать китайских рабочих на угольные шахты в южном Вайоминге. В связи с этим китайское население там начало быстро расти, к тому же они расселялись компактно в местах, где работали. В отдалённом лагере Ред-Дезерт в округе Суитуотер количество проживавших китайцев составляло 12 из 20 жителей, все они работали чернорабочими. К востоку от Ред-Дезерта располагался лагерь Вашаки, где из общего населения в 23 человека китайцев было 13. В различных рабочих лагерях вдоль железной дороги китайцы превосходили по численности представителей других национальностей. Несмотря на то, что в 1870 году 79 китайцев в округе Суитуотер составляли всего 4 % населения, они проживали компактно. В крупнейших населённых пунктах округа, расположенных вдоль железной дороги, — Рок-Спрингсе и Грин-Ривере — в 1870 году не было зафиксировано жителей-китайцев.
В течение 1870-х годов китайское население в округе Суитуотер и в территории Вайоминг в целом заметно росло. За это десятилетие общее население Вайоминг выросло с 9 118 до 20 789 человек. В 1870 году количество представителей национальностей Азии и тихоокеанских островов составляло всего 143 человека, однако за 10 лет количество азиатов выросло на 539 %. В 1880 году большая часть китайских поселенцев округа Суитуотер проживали в Рок-Спрингсе. К тому времени в Вайоминге проживали 914 азиатов, к концу 1880-х годов их количество упало до 465.
Несмотря на то, что большинство китайцев в округе Суитуотер были заняты в угольных шахтах, китайцы в Рок-Спрингсе в основном работали в других отраслях. В городе проживали профессиональный игрок, повар, священнослужитель и парикмахер китайской национальности. В Грин-Ривере работал доктор-китаец, в Грин-Ривере и Форт Вашаки — китайские слуги и официанты, в Атлантик-Сити, Майнерс-Делайте и Ред-Каньоне — китайцы работали на золотых шахтах. Тем не менее 193 китайца, составляющих их большинство в округе Суитуотер в 1880 году, работали на угольных шахтах и на железной дороге.

## Причины
Бунт произошёл в результате наложившихся расовой нетерпимости и общего негодования по поводу политики компании «Union Pacific». В 1882 году Акт об исключении китайцев постановил: «…до и по прошествии 90 дней после вступления настоящего акта в силу, и до прошествия десяти лет после вступления настоящего акта в силу, прибытие китайских рабочих в Соединённые Штаты ограничено; и согласно этому ограничению прибытие любого китайского рабочего будет незаконным.» В годы, предшествующие резне в Рок-Спрингсе, импорт китайской рабочей силы был охарактеризован некоторыми изданиями, как «система, худшая, чем рабство». Белые рабочие в Рок-Спрингсе, среди которых в основном были шведские, валлийские, ирландские и корнуэлльские иммигранты, полагали, что низкая оплата труда китайцев повлияла и на снижение их заработной платы.
Китайцы в Рок-Спрингсе хорошо знали об отношении к ним со стороны белых рабочих, однако не предпринимали никаких мер предосторожности, так как не предполагали, что расовая неприязнь приведёт в итоге к столкновению. До 1875 года на угольных шахтах в Рок-Спрингсе работали только белые рабочие, но после того, как они устроили забастовку, компания «Union Pacific Coal Department» заменила их китайскими штрейкбрехерами через две недели после забастовки. Компания продолжила добычу угля с 50 белыми рабочими и 150 китайцами. Чем больше китайских рабочих прибывало в Рок-Спрингс, тем более негативное отношение к ним было среди белых рабочих. К моменту, когда произошла резня, на шахтах Рок-Спрингса работали 150 белых и 331 китайский рабочий.
За два года до мятежа в Рок-Спрингсе был обустроен «город белых» (англ. «Whitemen’s Town»). В 1883 году в Рок-Спрингсе было открыто отделение «Рыцарей труда», которые в 1880-х годах были одной из организаций, выступающих против использования китайской рабочей силы, а в 1882 году выступали за принятие Акта об исключении китайцев. Однако прямого доказательства связи национальной организации «Рыцари труда» и бойни в Рок-Спрингсе не было, более того антикитайская позиция организации была ослаблена после этих событий. В августе 1885 года в Эванстоне были напечатаны материалы, в которых требовалось изгнание китайских рабочих из Рок-Спрингса, а за день до событий — 1 сентября 1885 года в Рок-Спрингсе состоялось собрание по поводу китайских иммигрантов. По слухам той ночью китайцам было сделано несколько угроз о расправе.

## Резня

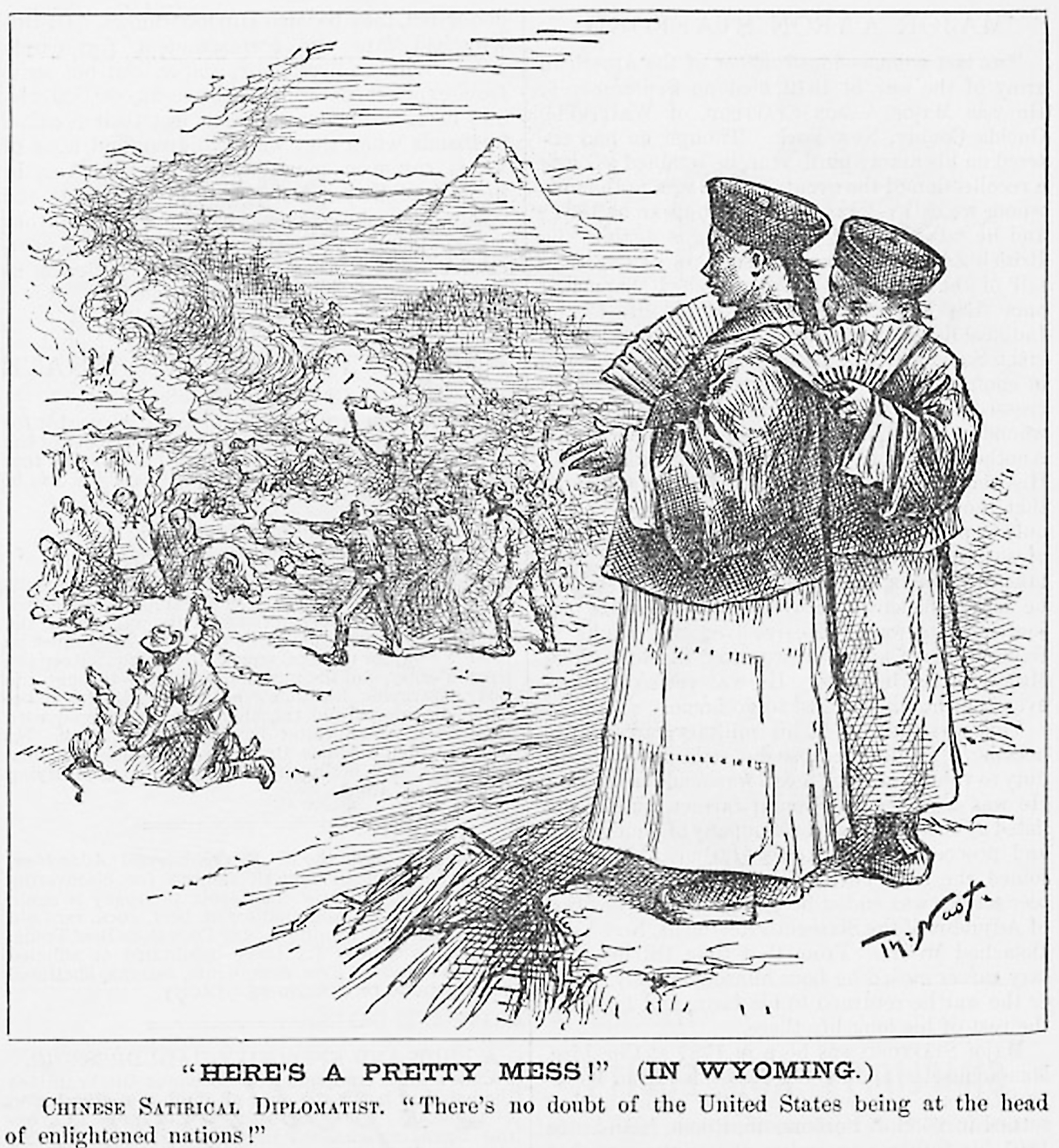
Рисунок Томаса Наста 1885 года.

2 сентября 1885 года в 7 часов утра десять белых мужчин в обычной одежде и шахтёрских спецовках пришли к рок-спрингской угольной шахте номер 6. Они заявили, что китайские рабочие не имеют никакого права работать в наиболее перспективной лаве шахты (производственный участок с наибольшим количеством угля), так как шахтёрам платили в зависимости от количества добытого угля. Завязалась драка, и двое китайских рабочих шестой шахты были сильно избиты. После этого белые рабочие, бо́льшая часть которых была членами «Рыцарей труда», покинули шахту.
После остановки работы на шестой шахте около города стало собираться большое количество белых рабочих. Они выдвинулись к городу вдоль железной дороги с огнестрельным оружием в руках. Около 10 часов утра прозвенел колокол на собрании «Рыцарей труда», и шахтёры в здании присоединились к уже большой группе. Среди белых шахтёров были те, кто предпочёл пойти в салуны, а не присоединиться к группе, однако к 14 часам все салуны и бакалейщики были закрыты по рекомендации сотрудников «Union Pacific».
Таким образом группа из 150 человек, вооружённых винчестерами, пошла к китайскому кварталу в Рок-Спрингсе. Они разделились на две части и вошли в китайский квартал со стороны разных мостов. Более крупная часть вошла со стороны железнодорожного моста и разделилась на мелкие группы, некоторые из которых остались на противоположной стороне моста вне китайского квартала. Меньшая часть вошла в квартал через городской деревянный мост.
Группы из большой части разделились и двинулись по холму к третьей шахте. Одна группа заняла позицию под навесом шахты, другая — в насосной станции. По словам китайских рабочих первые выстрелы были сделаны группой в насосной станции, за ними последовали выстрелы из под навеса шахты. Был застрелен один китайский рабочий, однако китайцы не бежали с места стрельбы. Согласно воспоминаниям очевидцев, представленных консулу Китая, имя первого убитого китайца было Лор Сунькит, однако в официальном списке жертв он не значится либо значится под другим именем.
После того, как группа людей отошла к третьей шахте, толпа начала наступление на китайский квартал, некоторые палили из ружей во время движения. Меньшая группа белых шахтёров осталась на деревянном мосту, чтобы отрезать возможность китайцам для побега. К тому времени уже были убиты Лю Дзеба и Ип Аман, жители западной и восточной частей квартала. Китайские рабочие, узнав о их гибели, впали в страх и беспорядок. Они бежали во всех направлениях: вверх по холму к третьей шахте, вдоль подножья холма к четвёртой шахте, с восточной части города через ручей Биттер-Крик, бо́льшая часть — на западную часть квартала вдоль подножья холма к пятой шахте. Выжившие китайцы описывали события китайскому консулу в Нью-Йорке следующим образом:
Когда толпа встречала китайца, они останавливали его и, наведя на него оружие, спрашивали, есть ли у него револьвер, а затем приближались к нему и обыскивали, отбирая часы либо любое золото или серебро, которое могло у него быть, затем отпускали. Некоторые бунтовщики позволяли китайцам уйти после того, как отбирали у него все золото и серебро, однако часть китайцев были избиты прикладами и лишь затем отпущены. Некоторые мятежники, когда они не могли остановить китайца, могли застрелить его, а затем обыскать его. Некоторые настигали китайца, кидали его на землю и обыскивали до того, как отпустить. Некоторые мятежники не стреляли из ружей, но использовали их приклады для избиения китайцев. Некоторые не били китайцев, но отнимали у них все, а затем кричали, чтобы они быстро убирались. Некоторые, кто не принимал участие в избиениях и ограблениях китайцев, поддерживал, громко крича и смеясь и хлопая в ладоши.
В 15:30 бунт был в разгаре. Женщины из Рок-Спрингса собрались у деревянного моста и подбадривали мужчин. Две из присутствующих женщин также стреляли в китайцев. Так как бунт затянулся до тёмного времени суток, китайские шахтёры спрятались на холмах в траве. Между 16 и 21 часами мятежники подожгли дома, принадлежащие угольной компании. К 21 часам все китайские дома были сожжены, всего было уничтожено 79 домов. Ущерб имуществу, принадлежащему китайцам, составил около 147 тыс. долларов США.
Среди убитых китайцев часть погибла на берегах ручья Биттер-Крик, когда они пытались покинуть китайский квартал. Бунтовщики бросили китайские тела в огонь горящих зданий. Другие китайские иммигранты, кто остался в своих домах, были убиты, а затем их тела были сожжены вместе с домами. Те, кто не мог бежать, включая больных, были сожжены в домах заживо. Один китайский иммигрант был найден убитым в прачечной в «городе белых». В итоге, было убито 28 китайских рабочих и по меньшей мере 15 ранено. Существуют также другие предположение о количестве убитых в Рок-Спрингсе, по разным источникам более точными цифрами могут быть 40-50, так как не были учтены многие пропавшие без вести.

### Список подтверждённых жертв
Список составлен по данным расследования китайского консула в Нью-Йорке — Хуан Сицюаня.
| Имя погибшего                                | Возраст | Примечания                                                                           |
| -------------------------------------------- | ------- | ------------------------------------------------------------------------------------ |
| Найденные с ранениями                        |         |                                                                                      |
| Лю Саньцун                                   | 51      | Найден в своём доме с многочисленными ранениями, в том числе с выстрелом в лицо.     |
| Лю Коубут                                    | 24      | Найден между шахтами 3 и 4 с пулевым ранением в шею.                                 |
| И Сиянь                                      | 36      | Найден у ручья Биттер-Криг с пулевым ранением в затылок.                             |
| Лю Цзеба                                     | 56      | Найден у деревянного моста с пулевым ранением в грудь.                               |
| Найдены сожжённые тела                       |         |                                                                                      |
| Чжу Бакот                                    | 23      | Найден в доме, частично сгорел.                                                      |
| Ся Буньнин                                   | 37      | Голова, шея и плечи найдены в доме у китайского храма, остальная часть тела сгорела. |
| Лю Лан Хун                                   | 45      | Верхняя часть тела найдена в доме, остальная часть тела сгорела.                     |
| Лю Чжи Мин                                   | 49      | Голова и грудь найдена в доме, остальная часть тела сгорела.                         |
| Лян Цаньбон                                  | 42      | Верхняя часть тела найдена в доме, остальная часть тела сгорела.                     |
| Сюй Ачон                                     | 32      | Череп найден в доме, остальные останки не обнаружены.                                |
| Ло Ханьлун                                   | 32      | Ступня и пятка левой ноги найдены в доме.                                            |
| Ху Ани                                       | 43      | Правая часть головы и позвоночник найдены в доме.                                    |
| Лю Цзэвин                                    | 39      | Кости нижней части тела найдены в доме.                                              |
| Найдены фрагменты костей или тела не найдены |         |                                                                                      |
| Лю Цзюфу                                     | 35      |                                                                                      |
| Лю Тимкон                                    | 31      |                                                                                      |
| Хан Куаньчжуан                               | 42      |                                                                                      |
| Toм Хэю                                      | 34      |                                                                                      |
| Ма Цзэчой                                    |         |                                                                                      |
| Лю Лансян                                    |         |                                                                                      |
| Ип Аман                                      |         |                                                                                      |
| Лю Лунхон                                    |         |                                                                                      |
| Лю Ланхо                                     |         |                                                                                      |
| Лю Ацун                                      |         |                                                                                      |
| Лин Дин                                      |         |                                                                                      |
| Лю Хоят                                      |         |                                                                                      |
| Юань Чиньсин                                 |         |                                                                                      |
| Сю Ацен                                      |         |                                                                                      |
| Чань Цансин                                  |         |                                                                                      |

## Последствия

### Реакция властей

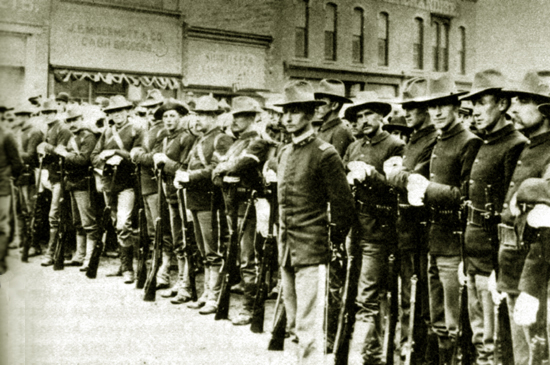
Федеральные войска на Саут-Фронт-Стрит в Рок-Спрингсе, 1885 год. Войска были введены в город 5 сентября.

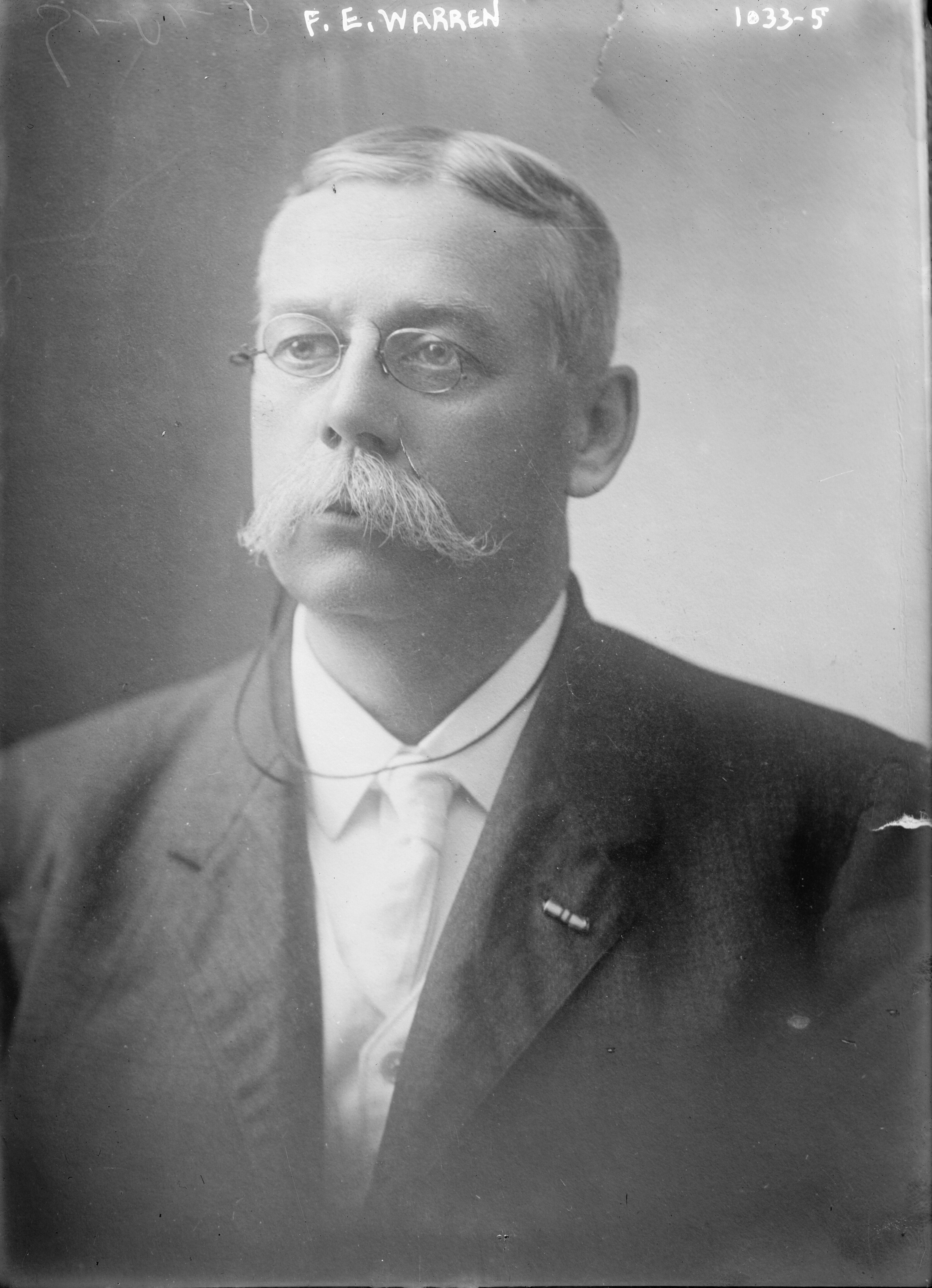
Губернатор территории Вайоминг Френсис Уоррен обратился к президенту США Гроверу Кливленду с просьбой ввести войска в Рок-Спрингс.

В ближайшие дни после бунта выжившие китайские иммигранты бежали из Рок-Спрингса и были подобраны поездами компании «Union Pacific». К 5 сентября почти все выжившие собрались в Эванстоне в 160 км к западу от Рок-Спрингса. Однако и там они были не в безопасности, так как в Эванстоне были также сильны антикитайские настроения, и его жители угрожали убить и сжечь всех китайцев. Слухи о возвращении китайцев в Рок-Спрингс начали распространяться сразу после бунта. 3 сентября газета Rock Springs Independent опубликовала статью, где подтвердила слухи о возвращении, так как несколько китайцев возвращались в город в поисках ценностей. В статье возвращение было оценено следующим образом: «Для белого населения Рок-Спрингс возвращение китайцев к работе на шахтах означает гибель города». В местных газетах участники резни оправдывались, как и во многих других западноамериканских газетах. Однако в целом газеты Вайоминга не поддержали акт резни, хоть и стояли на стороне интересов белых шахтёров.
Губернатор территории Вайоминг Френсис Эмрой Уоррен прибыл в Рок-Спрингс 3 сентября 1885 года через день после событий для того, чтобы оценить ситуацию. После посещения Рок-Спрингса он отбыл в Эванстон, откуда отправил телеграмму президенту США Гроверу Кливленду с просьбой ввести федеральные войска. Несмотря на то, что бунт остановился, ситуация всё ещё оставалась нестабильной. Две роты 7-й пехотной армии США прибыли 5 сентября. Одна из них под командованием подполковника Андерсона разместилась в Эванстоне, другая под командованием полковника Чипмана — в Рок-Спрингсе. В лагере Мюррей в территории Юта полковнику Маккуку дали приказ усилить отправленный в Вайоминг гарнизон ещё шестью ротами. Через неделю после бунта 9 сентября 1885 года в Вайоминг прибыли ещё шесть рот солдат. Четыре из шести рот сопровождали китайских рабочих обратно в Рок-Спрингс. Вернувшись в Рок-Спрингс, китайские рабочие обнаружили на месте своих домов обгоревшую землю. Угольная компания похоронила лишь несколько тел, другие оставались лежать под открытым небом, разлагаясь, частично обглоданные собаками, свиньями и другими животными.
Постепенно ситуация в Рок-Спрингсе стабилизировалась и 15 сентября Френсис Уоррен запросил вывести федеральные войска, хотя к тому времени шахты Рок-Спрингса всё ещё оставались закрытыми. 30 сентября 1885 года белые рабочие, преимущественно финские иммигранты, бывшие членами «Рыцарей труда», покинули шахты в округе Карбон в знак протеста против политики компании, которая продолжала использовать китайских рабочих. В Рок-Спрингсе из-за данной политики компании белые не возвращались к работе до конца сентября.
В Рок-Спрингсе становилось спокойнее, и 5 октября федеральные войска за исключением двух рот были выведены. Однако временные посты — в Эванстоне лагерь Медицин-Бьютт и в Рок-Спрингсе — Пайлот-Бьютт остались в Вайоминге. Лагерь Пайлот-Бьютт был расформирован только в 1899 году после начала испано-американской войны.
Трудовая забастовка не принесла результатов, и через несколько месяцев шахтёры вернулись к работе. Национальная организация «Рыцари труда» отказалась поддерживать забастовку в округе Карбон и не поддерживала рабочих в Рок-Спрингсе после резни, так как не хотела ассоциироваться с прошедшими событиями. После восстановления работы на шахтах компания «Union Pacific Coal Department» уволила 45 белых рабочих, замешанных в мятеже.

### Аресты
После бунта в Рок-Спрингсе было арестовано 16 человек, в том числе избранный член представительного органа территории Вайоминг — Исайя Уошингтон. Арестованные были помещены в тюрьму в Грин-Ривере, где они содержались до того, как Большое жюри округа Суитуотер отказалось от выдвижения обвинения. Объясняя своё решение, Большое жюри объявило, что не было причины для юридических последствий, в частности заявив: «Мы тщательно расследовали происшествие в Рок-Спрингсе… Хотя мы опросили большое количество свидетелей, никто из них не смог определить ни единого криминального действия, совершённого кем-либо из белых людей, кого можно было бы опознать».
Арестованные были отпущены чуть больше чем через месяц после бойни — 7 октября. По возвращении они согласно статье в The New York Times были «… встречены … несколькими сотнями мужчин, женщин и детей и получили бурные овации». В результате ни один человек не был осужден за участие в бойне в Рок-Спрингсе.

### Дипломатические и политические последствия

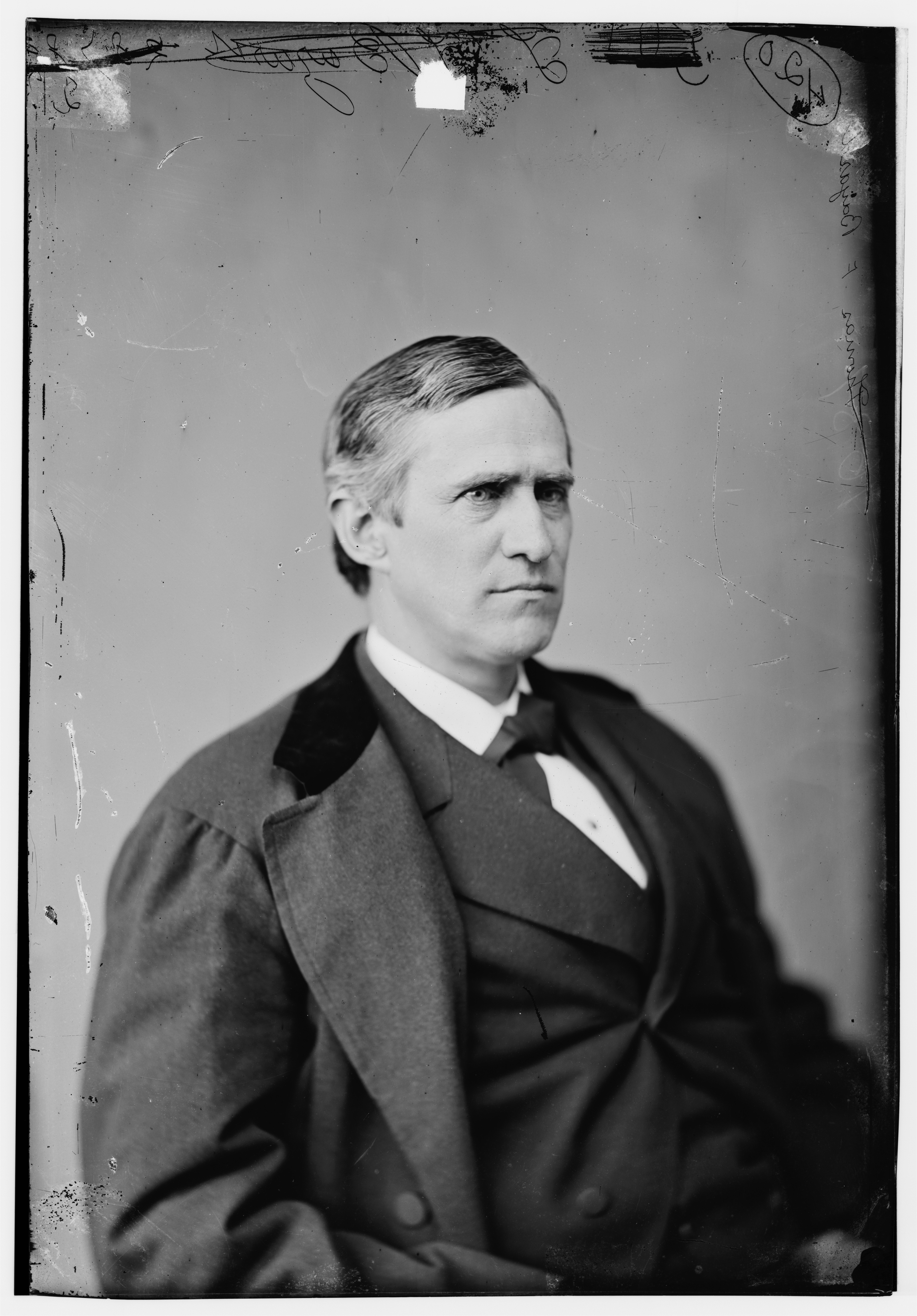
Государственный секретарь США Томас Баярд убедил Конгресс выплатить компенсации жертвам бойни.

Беспорядки в Рок-Спрингсе имели последствия, выходящие за пределы горнодобывающей промышленности Вайоминга и даже западных штатов. Правительство США после бойни не торопилось выплачивать компенсации её жертвам. В Китае генерал-губернатор Гуандуна заявил, что американцы в Китае вполне могут стать объектами мщения за жертв Рок-Спрингса. Впоследствии американский посол в Китае Чарльз Харви Денби и другие дипломатические лица сообщали о росте антиамериканских настроений в Гонконге и Кантоне после бойни. Американские дипломаты предупреждали правительство, что ответная реакция может разрушить торговые отношения с Китаем, а также сообщали, что британские торговцы и газеты поощряли китайцев «стать на защиту угнетаемых соотечественников в Америке». Денби советовал государственному секретарю США Томасу Баярду выплатить компенсации жертвам бойни.
Правительство США согласилось выплатить компенсации за ущерб имуществу, но не за фактически причинённый ущерб, хотя Баярд вначале противостоял этому. В письме послу Китая 18 февраля 1886 года он выразил свою точку зрения, что насилие против китайских иммигрантов вызвано их сопротивлению культурной ассимиляции, и расизм против китайцев проявляется не только среди граждан США, но и среди иммигрантов других национальностей:
Китайские иммигранты... отделяются от других жителей и граждан Соединённых Штатов и... отказываются смешиваться с остальным населением... что вызывает рост расовых предрассудков против них, особенно среди приезжих других национальностей...
Однако предостережения Денби убедили Баярда требовать в Конгрессе соответствующей компенсации. По предложению Баярда Конгресс выделил в качестве компенсации 147 748,74 долларов США. Компенсация была сделана в качестве денежного вознаграждения, но не являлась признанием ответственности за последствия бойни, что было расценено как маленькая дипломатическая победа Китая.
Френсис Уоррен назвал бойню «самым жестоким и омерзительным произволом, который когда-либо происходил в какой-либо стране». Реакция губернатора Вайоминга была прогнозируемой: с одной стороны из-за личных деловых интересов, с другой — заступаясь за китайских шахтёров, он увеличивал и свой политический капитал. Его переписка с чиновниками из «Union Pacific» впоследствии пролила свет на то, что, занимая свой пост, он годами лоббировал интересы компании.

### Реакция в СМИ

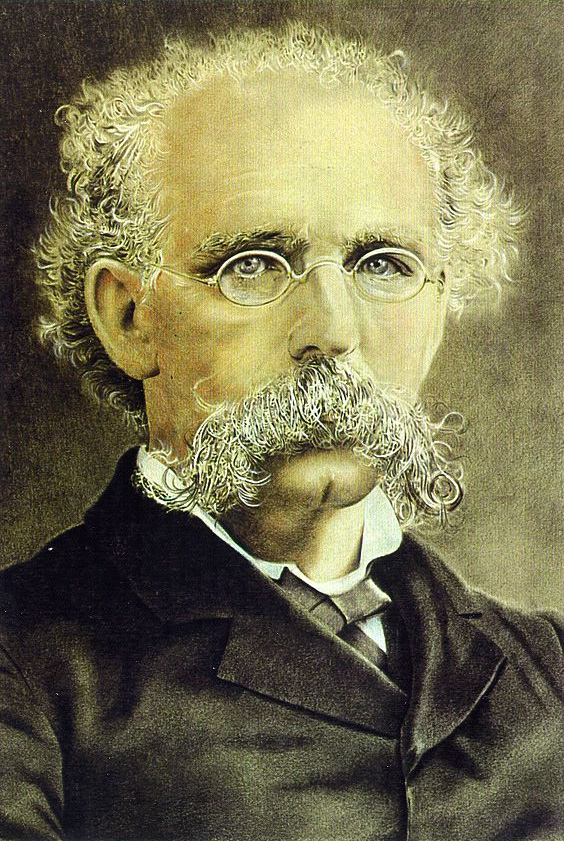
Теренс Паудерли — лидер «Рыцарей труда».

После бойни комментарии в печатных изданиях дали многие крупные политические деятели. The New York Times дважды писала о Рок-Спрингсе на первой полосе, говоря, что «подходящей судьбой для этого городка может стать судьба Содома и Гоморры». В другом номере этой газеты от 10 ноября 1885 года осуждались не только те, кто участвовал в насилии, но и те, кто стоял в стороне и позволил им его совершить. Газеты Вайоминга, такие, как Cheyenne Tribune и Laramie Boomerang, отреагировали с симпатией к белым шахтёрам, в частности в последней выражалось «сожаление» по факту бунта, но были найдены обстоятельства, объясняющие насилие.
Антикитайские настроения и стереотипы были отражены также в других изданиях. Религиозное издание Baptist Missionary Magazine, назвало китайцев «язычниками». Журнал The Chautauquan: A Weekly Newsmagazine охарактеризовал китайцев, как слабых и беззащитных: «Убить рабочего китайца — та же жестокая работа, как убийство женщин и детей — это одинаковое насилие над правами беззащитных».
Лидер «Рыцарей труда» Теренс Паудерли в своём письме У. У. Стоуну (выдержки из которого были включены в отчёт Конгрессу США) писал: «…Нет нужды перечислять многочисленные причины для неприятия этой расы — их привычки, религия, обычаи и методы…» Паудерли видел «проблему» китайской иммиграции в провале Акта об исключении китайцев 1882 года, писал о слабом применении акта в жизни. Он писал, что Конгресс США должен перестать «закрывать глаза на нарушение этого положения» и реформировать законы, связанные с китайской иммиграцией, чтобы предотвратить прецеденты, как «недавнее нападение на китайцев в Рок-Спрингсе».
В декабре 1885 года президент США Гровер Кливленд в своём отчёте Конгрессу упоминал бойню в Рок-Спрингсе. В отчёте Кливленда отмечалось, что Америка заинтересована в хороших отношениях с Китаем. «Все силы этого правительства должны быть призваны, чтобы поддержать хорошие намерения по отношению к Китаю при лечении этих людей, и нужно настоять… на несгибаемой строгости закона». Кливленд отметил, что «расовые предрассудки — главный фактор происхождения этих волнений».

## Волна насилия
После бойни в Рок-Спрингсе последовал ряд других антикитайских инцидентов, в основном в территории Вашингтон, хотя были случаи также в Орегоне и других штатах. Вблизи вашингтонского города Ньюкасл толпа белых сожгла бараки 36 китайских шахтёров. В районе Пьюджет-Саунда китайские рабочие были изгнаны из местных поселений и подвергались насилию, в таких городах, как Такома, Сиэтл, Ньюкасл (территория Вашингтон) и Иссаква. Китайские рабочие были изгнаны и из других населённых пунктов уже в 1891 году, но многие источники связывают это с событиями в Рок-Спрингсе.
Волна антикитайского насилия после бойни в Рок-Спрингсе распространилась в западной Америке до штата Орегон. Толпы изгоняли китайских рабочих из маленьких городов по всему штату в конце 1885 и до середины 1886 года. В других штатах также были инциденты: даже в штате Джорджия в городе Огаста были отмечены антикитайские выступления.

## Значение и исторический контекст
Бойня в Рок-Спрингсе оценена обозревателями того времени и современными историками как самое худшее и наиболее крупное проявление антикитайского насилия в США в XIX веке. Бунт получил широкое освещение в таких газетах, как The National Police Gazette и The New York Times. Среди всех антикитайских актов насилия в Штатах эта бойня является самой известной и самой обсуждаемой в прессе. Атаки в Рок-Спрингсе были необычно сильны, являясь результатом долго копившейся, почти «дикой» ненависти к жертвам. Явная жестокость этого акта насилия «поразила» всю страну. Кроме сожжения заживо применялись такие методы насилия, как снятие скальпа, клеймение, обезглавливание, искалечивание и другие. У одного из китайцев отрезали половой орган и яички и зажарили его в одном из салунов, как «охотничий трофей». Эти действия сейчас расценены, как расовый терроризм.
Сейчас большинство историков придерживаются мнения, что основным фактором, вызвавшим бунт, была расовая нетерпимость.
 Однако в работе о бойне в Рок-Спрингсе журналиста Крейга Сторти Incident at Bitter Creek: The Rock Springs Massacre («Инцидент на Биттер-Крик: Бойня в Рок-Спрингсе») 1990 года расовый фактор указан как второстепенный, а в качестве основной причины рассматривается экономический фактор, однако его книга была широко раскритикована в различных изданиях.

 Были также трудовые разногласия, которые повлияли на возникновение бунта, однако они отмечены как менее существенные. Использование китайской рабочей силы после забастовки 1875 года создало распространённую неприязнь среди белых шахтёров, которая продолжалась до времени событий в Рок-Спрингсе. Даже книга Сторти, уменьшающая значение антикитайского расизма, описывает его как «распространявшийся». Отказ китайцев ассимилироваться в американскую культуру является в значительной степени мифом и долгоживущим стереотипом.
Современный Рок-Спрингс — уже не такой шахтёрский городок, каким он был в 1885 году. Количество жителей выросло до 20 000 человек и бывшее поселение представляет собой теперь вполне развитый город. Территория, некогда отведённая под лагерь Пайлот-Бьютт, находится на северном берегу ручья Биттер-Крик, в северо-западной части города. Лагерь занимал площадь 2,22 гектара земли, принадлежавшей «Union Pacific», строевой плац располагался на месте нынешнего городского квартала, очерченного Соулсбай-стрит (с запада), Пайлот-Бьютт-авеню (с востока), Бриджер-авеню (с севера) и Элиас-авеню (с юга). В 1973 году месторасположение армейского поста было включено в национальный реестр исторических мест США. На тот момент там оставались всего два строения, существовавшие в период событий 1885 года. Оба здания принадлежали католической церкви Кирилла и Мефодия. До наших дней они не сохранились, и соответственно, из национального реестра этот объект был исключён. Местность, где находился чайнатаун — неподалёку, к северу от лагеря Пайлот-Бьютт. Её часть сейчас занимает начальная школа. В целом же, места Рок-Спрингса, связанные с резнёй, ныне застроены и поглощены по мере разрастания города.